# Bloomsbury Publishing
Bloomsbury Publishing plc (anterior M.B.N.1 Limited și Bloomsbury Publishing Company Limited) este o editură britanică de ficțiune și non-ficțiune, devenită celebră pentru publicarea cărților lui J.K.Rowling, Harry Potter. În anul 1999 și 2000 a fost numită editura anului.

## Istoric
Compania a fost fondată în 1986 de către Nigel Newton, care lucrase anterior la alte edituri.
În decembrie 2008 Bloomsbury a deschis o sucursală în Doha, Qatar, în cadrul parteneriatului cu Qatar Foundation. Casa editorială creată, numită Bloomsbury Qatar Foundation Publishing, a publicat în principal literatură arabă și engleză.
Bloomsbury Qatar Foundation Journals (BQFJ), o editură academică peer review cu acces public, a fost creată în decembrie 2010, ca un joint-venture cu Qatar Foundation. Ea a publicat articole pe teme științifice pe situl BQFJ Qscience.com. În 2012, Bloomsbury a înființat un birou editorial în India. Parteneriatul companiei cu Qatar Foundation s-a încheiat în decembrie 2015 și toate activele Bloomsbury Qatar Foundation Publishing au fost incluse în compania HBKU Press, deținută de statul Qatar. La momentul desființării BQFP ea publicase peste 200 de cărți.

## Achiziții
Bloomsbury a achiziționat de-a lungul timpului mai multe companii și edituri, printre care:
- A & C Black - 2000
- Whitaker's Almanack - 2002
- T & AD Poyser - 2002
- Thomas Reed Publications - 2002
- Peter Collin Publishing - 2002
- Andrew Brodie Publications - 2003
- Walker Publishing Company - 2004
- Methuen Drama - 2006
- Berg Publishers - 2008
- John Wisden & Co - 2008
- Arden Shakespeare - 2008
- Tottel Publishing - 2009
- Bristol Classical Press - 2010
- Continuum International Publishing Group - 2011
- Fairchild Books - 2012
- Applied Visual Arts Publishing - 2012
- Hart Publishing - 2013
- Osprey Publishing - 2014